# 산상교회
산상교회(山上敎會)는 경기도 수원시 영통구 원천동에 있는 개신교 교회이다. 한독선연(한국독립교회 및 선교단체 연합회) 소속으로 학교법인 유신학원(유신고등학교, 창현고등학교, 배학유치원)이 봉헌한 수원과 광교의 지역교회이며, 지역사회의 복음화와 청소년 선교를 위해 온 힘을 기울이고 있다.